# La Tentation du pardon
La Tentation du pardon (The Temptation of Forgiveness, dans les éditions originales en anglais) est un roman policier américain de Donna Leon, publié en 2018. C'est le 27e roman de la série mettant en scène le personnage de Guido Brunetti.

## Éditions
Éditions originales en anglais
- (en) Donna Leon, The Temptation of Forgiveness, Londres, William Heinemann, 5 avril 2018, 320 p. (ISBN 978-1-78515-195-8) — Édition britannique
- (en) Donna Leon, The Temptation of Forgiveness, New York, Atlantic Monthly Press, 20 mars 2018, 272 p. (ISBN 978-0-8021-2775-4) — Édition américaine

Éditions françaises
- Donna Leon (auteur) et Gabriella Zimmermann (traducteur) (trad. de l'anglais), La Tentation du pardon [« The Temptation of Forgiveness »], Paris, Calmann-Lévy, 11 septembre 2019, 360 p. (ISBN 978-2-7021-6336-8, BNF 45810893)
- Donna Leon (auteur) et Gabriella Zimmermann (traducteur) (trad. de l'anglais), La Tentation du pardon [« The Temptation of Forgiveness »], Paris, Points, coll. « Points policier » (no P5249), 10 septembre 2020, 336 p. (ISBN 978-2-7578-7882-8, BNF 47123149)

## Adaptation télévisée
À la différence des 26 premiers romans de la série mettant en scène le commissaire Brunetti, The Temptation of Forgiveness n'a pas encore fait l'objet d'une adaptation télévisée, dans le cadre de la série Commissaire Brunetti, produite par le réseau ARD.